# Copa Campeonato 1896
La Copa Campeonato 1896, organizzata dall'Argentine Association Football League e disputatasi dal 30 aprile al 15 agosto, fu vinta dal Lomas Academy, che pose fine al dominio del Lomas Athletic Club.
Dopo la vittoria del torneo la squadra si ritirò e non difese il titolo perché tre dei suoi giocatori si laurearono — e quindi lasciarono la squadra, composta da soli studenti —, altri due se ne andarono in Europa e altri tre smisero di giocare a calcio.

## Classifica finale[1]
|    | Classifica finale    | Pti | G | V | N | P | GF | GS | DR  |
| -- | -------------------- | --- | - | - | - | - | -- | -- | --- |
| 1. | Lomas Academy        | 12  | 8 | 6 | 0 | 2 | 18 | 10 | +8  |
| 2. | Flores Athletic Club | 10  | 8 | 5 | 0 | 3 | 17 | 8  | +9  |
| 3. | Lomas Athletic Club  | 9   | 8 | 4 | 1 | 3 | 16 | 11 | +5  |
| 4. | Belgrano Athletic    | 8   | 8 | 3 | 2 | 3 | 10 | 15 | -5  |
| 5. | Retiro Athletic      | 1   | 8 | 0 | 1 | 7 | 6  | 23 | -17 |

## Classifica marcatori[3]
| Gol |  |  | Giocatore             | Squadra        |
| --- |  |  | --------------------- | -------------- |
| 7   |  |  | Thomas Fearnley Allen | Flores         |
| 7   |  |  | Juan Anderson         | Lomas Athletic |